# 山光道
山光道，是香港香港島跑馬地第三長的街道，次於藍塘道及第二長的成和道。山光道位於跑馬地成和道以西，全長590米。
山光道是南北走向，可以行走小巴、的士及私家車等。山光道位處區內比較清靜的住宅區，靜中帶旺，因為山光道的東邊通過以下街道，可以回到繁華的成和道，其中的街道包括奕蔭街、景光街、毓秀街、山村道及聚文街等。

## 歷史
早年，香港只有跑馬地馬場，英皇御准香港賽馬會馬房則設於山光道，每日早上，馬匹由馬伕帶領，沿山光道及一條未命名斜坡，橫過黃泥涌道步行至馬場進行晨操以及參加比賽，然後原路返回馬房。到1987年，所有馬房搬遷至沙田馬場後，此情況已經逐漸消失。及後該土地改變為馬會會員會所。

## 沿路主要設施
- 養和醫院
- 香港賽馬會跑馬地會所
- 賽馬會體育綜合大樓
- 東蓮覺苑
- 寶覺小學

## 外部連結

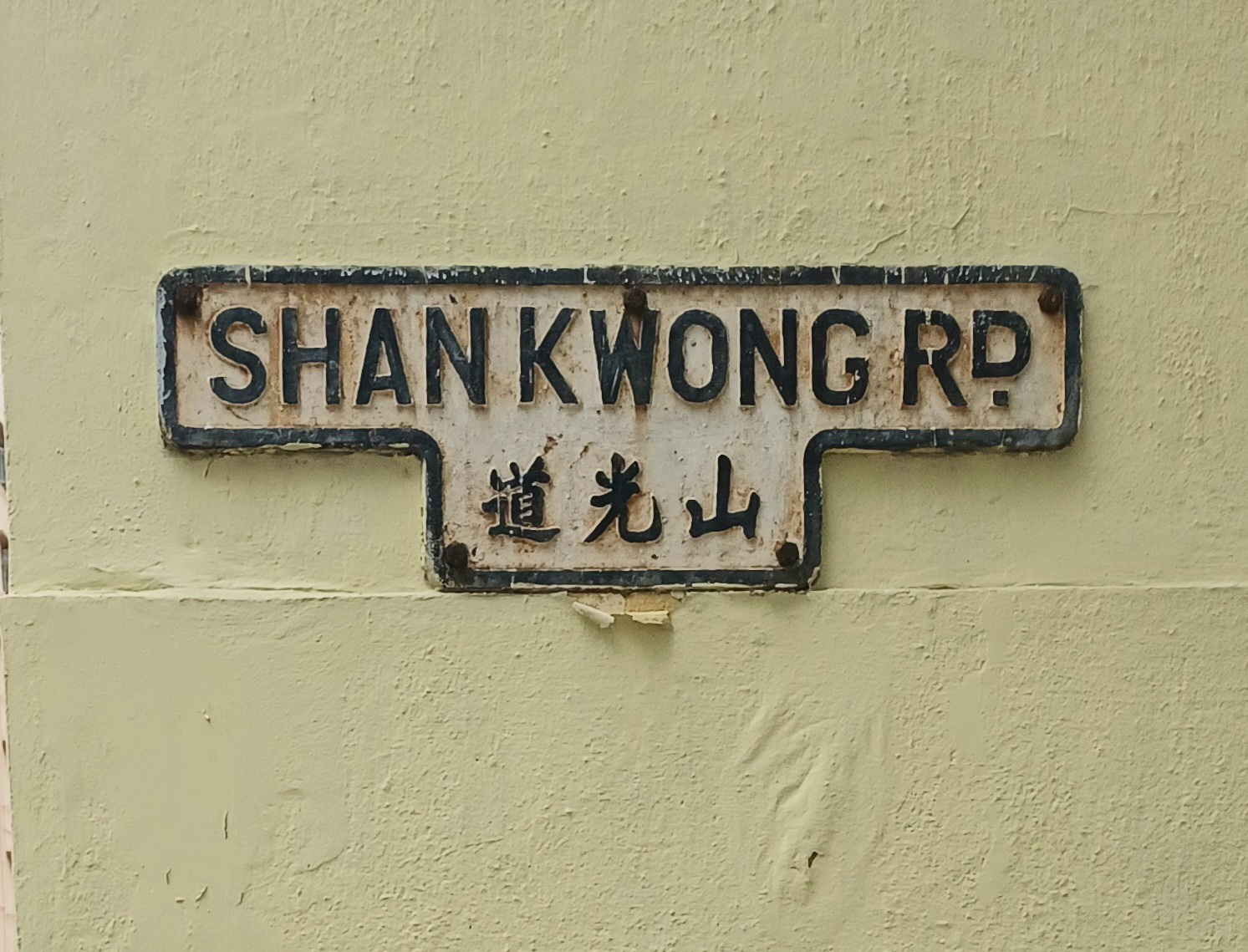
山光道圓角T型街牌

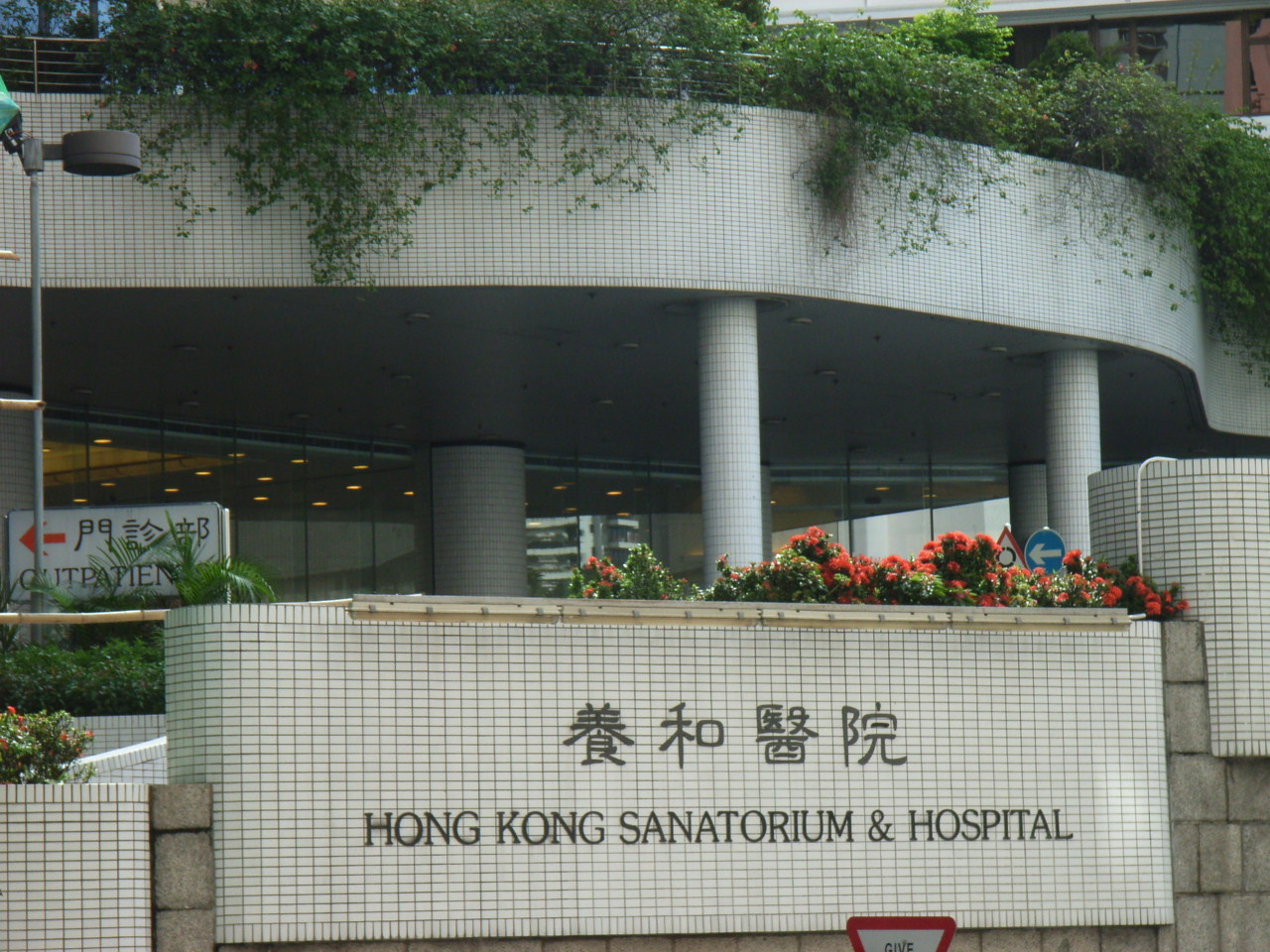
養和醫院

- 山光道(Shan Kwong Road)地圖 （页面存档备份，存于）